# Dean Dixon
Pour les articles homonymes, voir Dixon.
Dean Dixon (New York, 10 janvier 1915 – Zoug, 3 novembre 1976) est un chef d'orchestre américain.
Il est considéré comme le premier Noir américain à avoir dirigé de grands orchestres symphoniques américains et comme l'un des premiers Américains ayant occupé le poste de chef d’orchestre auprès d’orchestres européens.

## Biographie
Dean Dixon a étudié la direction avec Albert Stoessel (de) à la Juilliard School et a achevé ses études à l’université Columbia.
En 1931, à seize ans, il fonde son propre orchestre et son chœur. En 1941, il dirige en tant que chef invité, l'Orchestre symphonique de la NBC, puis l’orchestre philharmonique de New York. Par la suite il travaille également comme chef invité avec l’orchestre de Philadelphie et avec l'Orchestre symphonique de Boston. Dans sa carrière de chef d’orchestre, il rencontre cependant des difficultés aux États-Unis, dues à ses origines africaines ce qui l'amène à émigrer en Europe, en 1949.
De 1950 à 1951 il a dirigé l’orchestre philharmonique d'Israël, de 1953 à 1960 l'orchestre symphonique de Göteborg, de 1964 à 1967 l'Orchestre symphonique de Sydney et de 1961 à 1974 le Hr-Sinfonieorchester. En 1970, il retourne aux États-Unis, en triomphe. Il est notamment invité à diriger au Central Park, devant 75 000 auditeurs et, ayant obtenu la bourgeoisie d’honneur de New York, Lindsay, le maire de New York, lui a donné la clé d’or.
Dean Dixon a dirigé la plupart des grands orchestres symphoniques d’Afrique, d’Israël et d’Amérique latine. Il a familiarisé le public européen avec beaucoup de compositeurs américains, comme William Grant Still. L’American Society of American Composer, Authors and Publishers lui a décerné l’Award of Merit pour son engagement en faveur d’une participation à la musique de la jeunesse américaine.